# مگچلن
مگچلن (به هلندی: Megchelen) یک منطقهٔ مسکونی در هلند است که در آده ایسل‌استریک واقع شده‌است. مگچلن ۷٫۱۴ کیلومتر مربع مساحت و ۱٬۰۰۰ نفر جمعیت دارد.